# كلود غوردون
كلود غوردون (بالإنجليزية: Claude Gordon)‏ هو موزع أمريكي، ولد في 1916 في هيلينا في الولايات المتحدة، وتوفي في 1996.

## وصلات خارجية
- كلود غوردون على موقع ديسكوغز (الإنجليزية)